# Batalla de Hochkirch
La batalla de Hochkirch se libró el 14 de octubre de 1758 durante la Guerra de los Siete Años en Hochkirch, 9 km al este de Bautzen (Sajonia) entre un ejército prusiano de 31.000 hombres mandado por Federico II el Grande y un ejército imperial al mando de Leopold Joseph von Daun de 80.000 hombres. La batalla terminó con la victoria de los imperiales. Fue una de las tres peores derrotas bélicas de Federico el Grande, junto con la batalla de Kunersdorf y la batalla de Kolin.

## Antecedentes
En 1755 se produjo un acercamiento anglo-prusiano gracias al Tratado de Westminster, que era una alianza defensiva
Como respuesta a esta alianza, María Teresa I de Austria consiguió atraerse a Luis XV de Francia y a la zarina Isabel a una coalición antiprusiana gracias a la acción diplomática del príncipe Wenzel Anton Graf Kaunitz.
Consciente del peligro de la coalición, Federico tomó la iniciativa. El 2 de agosto de 1756 dirigió un ultimátum a Viena pidiendo la confirmación de la renuncia a Silesia. Ante la negativa austriaca, ya esperada por el prusiano, se lanzó contra Sajonia, aliada de Austria y cuyo elector era suegro del Delfín de Francia. Pero el éxito no fue el esperado y los sajones resistieron en la fortaleza de Pirna hasta dos meses después, cuando tras la derrota de un ejército austriaco en la batalla de Lobositz la situación se volvió insostenible, acrecentando los deseos de ir a la guerra contra Prusia de Austria, Rusia y Francia.
Ya en 1757, Federico invadió Bohemia en primavera, plantándose pronto en Praga. Sin embargo, en mayo un ejército de socorro comandado por el mariscal Browne se dirigió a Praga para levantar el asedio que sufría esta ciudad. Federico se enfrentó a él y, pese a la escasez de las fuerzas prusianas, venció tras un combate sangriento en el que pereció el mariscal von Schwerin, amigo del monarca.
Un mes más tarde Daun, al frente de otro ejército austriaco, volvió a Praga para auxiliar la plaza. En la batalla de Kolin, Federico estuvo a punto de caer prisionero. Tras sufrir 14.000 bajas, Federico no tuvo más remedio que abandonar Praga y regresar a Sajonia.

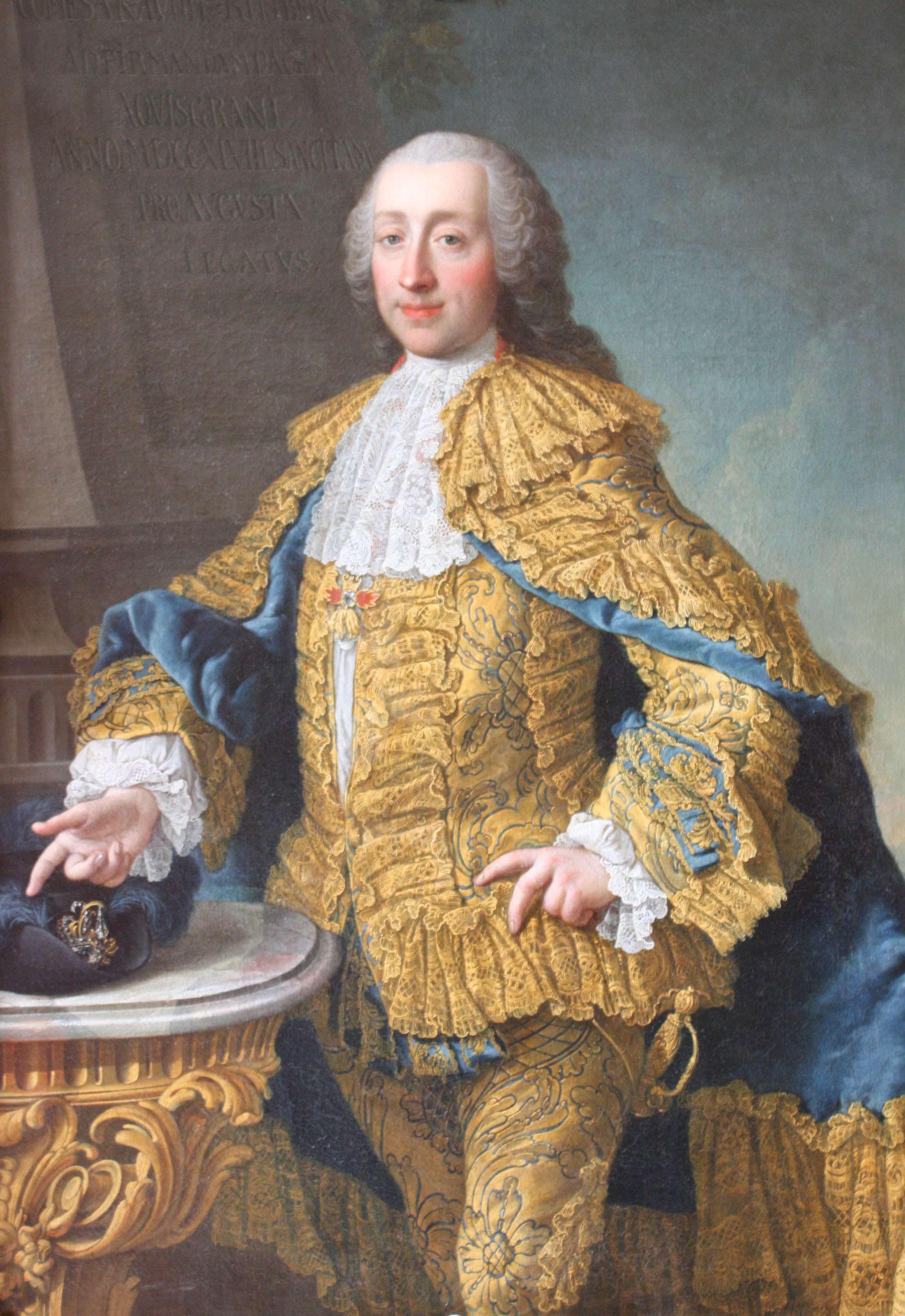
Wenzel Anton Graf Kaunitz, creador de la Liga antiprusiana.

Tras la derrota en la batalla de Kolin y la derrota de las tropas anglo-hannoverianas en la batalla de Hastenbeck contra un ejército francés al mando de Louis Charles César Le Tellier, mariscal D´Estrées, la situación se puso difícil para Federico. Tres ejércitos se dirigían contra él desde el sur, este y oeste. Sin embargo, en la dificultad fue donde más destacó el genio militar prusiano. El 5 de noviembre de 1757 venció a un ejército franco-imperial que amenazaba la región del Saale en la batalla de Rossbach. Un mes después, el 5 de diciembre de 1757 derrotó en Silesia a un ejército imperial en la batalla de Leuthen y el 25 de agosto de 1758 venció a un ejército ruso en la sangrienta batalla de Zorndorf.

## Movimientos previos
Viendo que el ejército prusiano había ocupado Bautzen, el mariscal Daun pidió refuerzos, que le llegaron el 4 de octubre. El general Daun había resuelto abandonar Stolpen, donde se encontraba, y se puso en marcha ocupando su vanguardia las alturas cercanas a Dachewalde. Las tropas imperiales marcharon en dos columnas que se dirigieron por Puska, Neukirchen y el bosque de Ottendorf. El cuerpo de reserva, formado por granaderos y húsares a las órdenes del duque de Ahremberg, formaba la retaguardia. La oscuridad de la noche y otros obstáculos que hubieron de superar los Imperiales, como eran lluvia y los malos caminos, no les impidieron cubrir la marcha.
La mañana del 6 de octubre, unos batallones prusianos —con la ayuda de los húsares que venían de Bischofwerda— intentaron inquietar la retaguardia imperial, pero fueron rechazados, de manera que el ejército pudo llegar hasta Kruste. Ernst Gideon Freiherr von Laudon  y la retaguardia se apostaron sobre la montaña de Lamersberg cerca de Neukírchen.
El día 7 terminó el despliegue imperial. El general Laudon ya había ocupado la montaña Lamersberg, cerca de Neukirchen, y desde allí pasó a Klein-Bostewitz y Sigerswalde. El conde de Esterhazi condujo a sus húsares y cazadores sobre la montaña de Stromberg, delante del ala derecha, y el  general príncipe de Baden-Durlach marchó con sus tropas hacia Rossenhayn. 
Hasta ese momento los prusianos no habían realizado movimiento alguno y el grueso de su ejército se mantenía en la misma posición, habiéndose solo acercado un poco más los destacamentos situados a la izquierda, compuestos por 8.000 hombres mandados por el mariscal Keith, y el príncipe de Darmstadt vino a apostarse en Pickau detrás de Bischofswerda. El ejército prusiano se puso en movimiento por el camino de Bautzen, quedando solo en Bischofswerda unos pocos miles de hombres destinados a escoltar un convoy de víveres que debía llegar desde Dresde.
La vanguardia prusiana, mandada por el general Retzow, se situó en Wachberg. El ejército prusiano acampó a la vista del ejército imperial, extendiendo su derecha hasta la otra parte de Hockirch, y la izquierda hasta Kottiz. Este proyecto era poco prudente y manifestaba desprecio del enemigo. Marwitz, favorito de Federico, le hizo observaciones acerca de lo peligrosa que era aquella posición y rehusó trazar el campamento y se obstinó en ello a pesar de la orden del rey. Entonces Federico le hizo arrestar y mandó a otro que lo trazase.
El rey de Prusia se apresuró a tomar esta posición, juzgándola necesaria tanto para asegurar su comunicación con la Silesia por Görlitz, cuanto para sostener el cuerpo de Retzow que, como dijimos, se había internado hasta Wachberg. Efectivamente, el mariscal Daun había resuelto atacar el día 11 para cortarle al Ejército del Rey; pero se desvaneció el proyecto con la llegada del mariscal Keith a Kadwitz, hasta donde se había adelantado para cubrir mejor el convoy.
No obstante, el general Laudon hizo una tentativa con 3.000 infantes y diez escuadrones de húsares y dragones, llevados para este efecto al bosque de Bautzen. Estas tropas fueron recibidas por los prusianos y forzadas a retirarse, dejando tres oficiales y 70 soldados prisioneros.
Entre tanto la última marcha de Federico II obligó al mariscal Daun a que adelantase su derecha, con lo que pasaron cinco batallones la montaña de Stromberg y otros cuatro de granaderos fueron a ocupar Gloíse. 
Federico II hizo un movimiento para apoderarse de la montaña de Stromberg y abrirse camino hacia Görlitz, pero los Imperiales presintieron esta acción y obligaron a Federico a fortificar Hockirch, donde esperaría un momento más propicio para abrirse camino hacia Silesia.
El mariscal Daun no quería ser atacado y además contemplaba con temor cómo el ejército prusiano tenía abierta la comunicación con el ejército del príncipe Enrique de Prusia, con quien podía unir sus fuerzas, por lo que resolvió realizar un ataque. Para que los prusianos se confiaran, hizo esparcir rumores de que tendrían que levantar el campamento por falta de víveres y que se retirarían a Bohemia. Algunos desertores llevaron estas noticias al ejército prusiano, en el que reinaba la tranquilidad, más viendo cómo los Imperiales cavaban trincheras y reductos, lo que indicaba que no pensaban atacar.
El 11 de octubre el mariscal Daun decidió atacar el ala derecha prusiana desde las alturas. Las trincheras y baterías que Federico II había mandado construir en las alturas hacían muy peligroso este objetivo porque se necesitaba abrirse paso por entre la espesura de la maleza, que se encontraban a la espalda del ejército imperial y desde allí sorprender al enemigo. Se aprobó en consejo de guerra el ataque planeado por el mariscal. Primeramente debía ejecutarse el día 13, pero hubo impedimentos que retrasaron el ataque al día 14.

## La batalla
Para despistar mejor al rey de Prusia, el mariscal había mandado hacer algunas trincheras en el bosque, que yacía sobre su izquierda, y establecer de trecho en trecho reductos a lo largo de todo el frente de su ejército. Al mismo tiempo el general Laudon tuvo orden de acercarse al citado bosque. Finalmente, perfeccionadas todas las disposiciones, se emprendió con la mayor exactitud la ejecución del plan del mariscal en el modo siguiente.
Varias columnas y la artillería destinada al primer ataque, habiendo atravesado el bosque por difíciles caminos sin ser descubiertas, llegaron a las cuatro de la mañana a tiro de fusil de los puestos avanzados prusianos. A las cinco todas las columnas acometieron a un tiempo. Las tropas imperiales se apoderaron de una gran trinchera situada a la entrada de la aldea, volvieron las piezas de artillería y deshicieron con horribles descargas a los prusianos que querían reunirse. Se produjo una gran carnicería porque los soldados se reunían a millares en la calle principal de la aldea, que era el sitio donde debían formarse. En vano los generales trataron en medio de la obscuridad de formar las filas.
Aún no amanecía, cuando las vanguardias de dichas columnas, y el cuerpo que mandaba el general Laudon, se habían apoderado del puesto Hochkirch, así como de las alturas situadas detrás del campo. Al romper el día, la infantería había tomado las alturas y se hallaba en formación de batalla en el mismo campo de los prusianos. Algunos instantes después el duque de Aremberg atacó su izquierda, apoderándose igualmente de los reductos que en ella había. Los prusianos se defendieron obstinadamente, combatiendo entre las tiendas con su mayor firmeza de espíritu, pero hubieron de ceder al vivo ataque de la infantería imperial, que sin ser sostenida por la artillería, penetraba por las filas prusianas.
La vanguardia, y los granaderos, viendo que los prusianos habían sido arrojados de Hochkirch y que su derecha se retiraba, no atendiendo a otra cosa que a su propio ardor, los persiguieron, contra la orden del mariscal Daun. No obstante, la infantería prusiana se rehízo, obligando a los mismos imperiales a retroceder. En este instante fue embestido Hockirch por las más escogidas tropas prusianas y empezó a cobrar suma viveza el fuego de la artillería y fusilería.

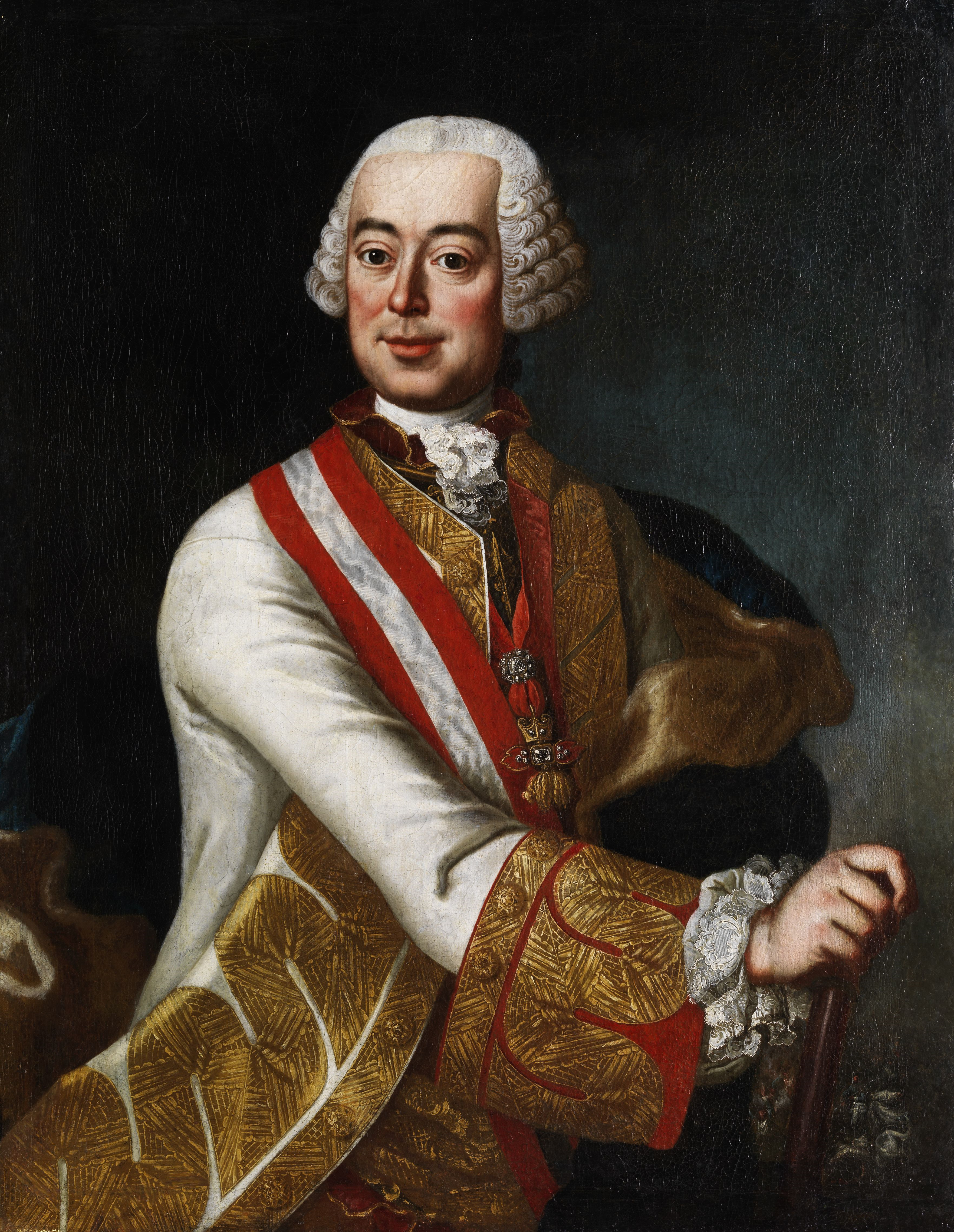
Mariscal Leopold Joseph von Daun

Los prusianos volvieron tres veces al asalto, en tanto que el mariscal Daun —para sostener sus tropas en Hochkirch— renovó el ataque con ocho regimientos distintos contra lo restante de la izquierda imperial.
El mariscal Keith, que mandaba la derecha prusiana, en tan sangriento ataque murió juntamente con el príncipe Francisco de Brunswick, y quedaron heridos el general Geist en el brazo, el general Krockow en la espalda y el príncipe Mauricio de Anhalt-Dessau, que se dirigía hacia Bautzen, fue hecho prisionero por los Imperiales Al mismo tiempo, la caballería imperial, que se encontraba en el ala izquierda, se vio forzada a retroceder, pero se rehízo con refuerzos que restablecieron en estas tropas sus primeras ventajas.
A pesar de que la batalla iba bien para los intereses imperiales, el terrible fuego de la artillería y de la mosquetería prusiana había diezmado mucho las filas de la infantería imperial, por lo que el mariscal Daun ordenó que se reagruparan y las mandó de nuevo al ataque. Al mismo tiempo, el general de caballería Barón de Buccow y el duque de Aremberg habían superado los desfiladeros que les habían mandado rebasar y pusieron en peligro al ala izquierda prusiana, que no tuvo más remedio que retirarse si no quería quedar rodeada.
Una parte de la infantería y de la caballería prusiana que componía el cuerpo apostado en Weisenberg intentó ir en socorro de la izquierda prusiana, pero el Barón de Buccow hizo adelantar al instante dos regimientos de caballería que los derrotaron rápidamente.
De esta suerte, los prusianos viéndose vencidos por todas partes, iban siempre retrocediendo y ganando las alturas que tenían a la espalda, y que favorecían su retirada. 
La venida del día no dio ventaja alguna: una espesísima niebla impidió al rey conocer la posición del enemigo, y la suya, y tal vez el que por medio de una pronta maniobra no hiciese cambiar en su favor á la fortuna. Entre tanto sus batallones, por efecto de una disciplina verdaderamente digna de admiración, habían conseguido reunirse en buen orden, y cuando a las 9 de la mañana comenzó el sol a disipar la niebla, vio que el ejército austríaco lo iba cercando ya por todas partes, mandó dar la orden de retirada. A las 10 todo había terminado, y el mariscal Daun mandó al general Laudhon que persiguiera a los prusianos.

## Consecuencias de la batalla
Los Imperiales quedaron dueños de todo el campo prusiano y de todo su bagaje. Los regimientos de su ala derecha apenas tuvieron tiempo de tomar las armas. El número de cañones que tomaron los Imperiales ascendió a 101 piezas de varios calibres, 44 cañones y 17 carros de municiones, 9 cañones de balas, 28 banderas y dos estandartes, que después llevó a Viena el mayor general Tillier.
Los Imperiales tuvieron un total de 5.092 bajas. Entre los oficiales de mayor grado que quedaron heridos estaban el teniente general marqués de Aynse, los generales mayores conde de Hervestin, barón de Siskowitz, conde Felipe Broune, el ayudante mayor de campo Weiman, el coronel de Granaderos conde de Buttlen. El mayor general Witelleíchi fue hecho prisionero.
Estas fueron las pérdidas de los Imperiales sin contar los desertores; inferior notablemente a la de los prusianos, ya que en la relación Imperial ascendía a 10 000 hombres por lo menos; pero en los informes prusianos contabilizan 3.000 hombres.

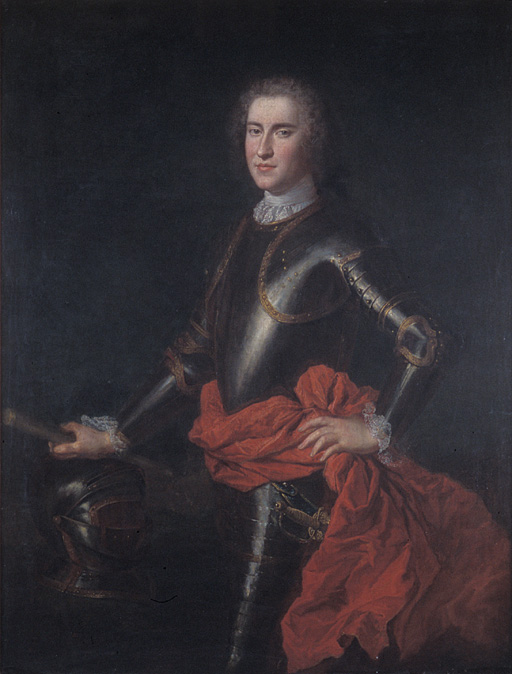
James Keith, obra de B. Belle.

El informe prusiano decía que quedaron heridos el rey, el margrave Carlos y todos los demás tuvieron heridos los caballos que montaban y recibieron algunas contusiones, que la oscuridad de la noche no permitió a los regimientos levantar las tiendas, por lo que las abandonaron; que el ala derecha se mantuvo firme desde las cuatro y media hasta las diez, que la mandaron retirar, y que solo el batallón de Kleist, llevado de su propio ardor, adelantándose más de lo que se le mandó, se vio precisado a rendir las armas; pero que, en cambio, se hicieron quinientos prisioneros.
A pesar de la diferencia de las versiones, lo cierto es que los Imperiales consiguieron la victoria. Posiblemente las bajas fueron más altas en ambos bandos, siendo en el bando imperial cercanas a 8.300 y en el prusiano a 9.500 soldados.
Lo Imperiales encontraron el cadáver del mariscal James Keith, al que dieron honrosa sepultura con todos los honores. Keith era uno de los generales más entendidos y más adictos que Federico tenía: herido al comenzar la batalla, no quiso retirarse, y una hora después una bala le atravesó el pecho. Su cuerpo desnudo y confundido con los otros muertos había sido llevado a la iglesia de Hochkirch, y entrando en ella el mariscal Daun con algunos oficiales y Franz Moritz von Lacy, como éste viese un cadáver cubierto con una capa, la separó por mera curiosidad y exclamó: «es Keith, el mejor amigo de mi padre». En efecto, el anciano mariscal Lacy y Keith habían combatido juntos en el ejército ruso. El joven Lacy se deshacía en lágrimas cuando se presentó un croata llevando el uniforme, el gran cordón y la placa de Keith, y a las preguntas de Daun contestó que todo se lo había quitado a ese hombre a quien mató y desnudó, dejándole en cambio su capa. El cadáver de Keith fue sepultado por los austríacos con todos los honores militares debidos a su rango.
El mariscal Daun dejó unas pocas tropas en el campo de batalla y se retiró con el resto a Kitlitz.
La batalla de Hochkirch tuvo lugar el día de Santa Teresa, santo de la Emperatriz. Dio gracias por ello a Daun; y el Papa Clemente XIII, que pensaba no podía más dignamente celebrarse la fiesta de una santa, dio su bendición al general austríaco y le envió en nombre de la Iglesia un sombrero y una espada benditos. Como regalo por esta victoria, la emperatriz María Teresa entregó al mariscal 300.000 florines para rescatar el señorío de Ladendorf, que había vendido su padre al conde de Kevenuer.
Aunque la pérdida de todos los bagajes ponía en peligro la supervivencia del ejército prusiano en ese otoño, no por eso dejó de conseguir, por medio de sus marchas y hábiles maniobras, engañar al enemigo y obligar al general Harsch a levantar a toda prisa el sitio de Neigse. La Silesia quedó entonces libre ya de enemigos, mientras que Daun —a pesar de haber vencido— no pudo impedir a Federico II que entrase en ella ni obtuvo tampoco, de su ataque a Dresde, ningún resultado. Entró en seguida en Bohemia desanimado para sentar sus cuarteles de invierno. De este modo, la superioridad del genio de Federico II había hecho obtener al vencido los resultados que hubieran debido pertenecer al vencedor.